# Rugby sevens nos Jogos Olímpicos
Nota: Este artigo é sobre a versão de 7 jogadores. Se você procura pela modalidade tradicional do rugby com 15 jogadores, conhecido também como Rugby union, veja Rugby nos Jogos Olímpicos.
O rugby sevens é um esporte que foi introduzido pela primeira vez nos Jogos Olímpicos na edição de 2016. Assim como o golfe, passou a integrar o programa olímpico após a decisão do Comitê Olímpico Internacional em 2009, em Copenhagen. O esporte já estava presente nos Jogos Pan-Americanos, nos Jogos Asiáticos e nos Jogos da Commonwealth. Nas Olimpíadas de 1900, 1908, 1920 e 1924 o rugby foi disputado na modalidade de 15 jogadores, sendo disputado somente entre os homens.

## Eventos
| Evento           | 2016 | 20 | 24 | Edições |
| ---------------- | ---- | -- | -- | ------- |
| Masculino        | •    | •  | •  | 3       |
| Feminino         | •    | •  | •  | 3       |
| Total de eventos | 2    | 2  | 2  |         |

## Resultados

### Masculino
| Ano                    | Ouro       | Placar  | Prata             | Bronze            | Placar  | 4º lugar         |
| Rio 2016 (detalhes)    | FIJ Fiji   | 43 – 7  | GBR Grã-Bretanha  | RSA África do Sul | 54 – 14 | JPN Japão        |
| Tóquio 2020 (detalhes) | FIJ Fiji   | 27 – 12 | NZL Nova Zelândia | ARG Argentina     | 17 – 12 | GBR Grã-Bretanha |
| Paris 2024 (detalhes)  | FRA França | 28 – 7  | FIJ Fiji          | RSA África do Sul | 26 – 19 | AUS Austrália    |

### Feminino
| Ano                    | Ouro              | Placar  | Prata             | Bronze             | Placar  | 4º lugar         |
| Rio 2016 (detalhes)    | AUS Austrália     | 24 – 17 | NZL Nova Zelândia | CAN Canadá         | 33 – 10 | GBR Grã-Bretanha |
| Tóquio 2020 (detalhes) | NZL Nova Zelândia | 26 – 12 | FRA França        | FIJ Fiji           | 21 – 12 | GBR Grã-Bretanha |
| Paris 2024 (detalhes)  | NZL Nova Zelândia | 19 – 12 | CAN Canadá        | USA Estados Unidos | 14 – 12 | AUS Austrália    |

## Quadro geral de medalhas
| Ordem | País               | Medalha de ouro | Medalha de prata | Medalha de bronze |    |
| ----- | ------------------ | --------------- | ---------------- | ----------------- | -- |
| 1     | NZL Nova Zelândia  | 2               | 2                |                   | 4  |
| 2     | FIJ Fiji           | 2               | 1                | 1                 | 4  |
| 3     | FRA França         | 1               | 1                |                   | 2  |
| 4     | AUS Austrália      | 1               |                  |                   | 1  |
| 5     | CAN Canadá         |                 | 1                | 1                 | 2  |
| 6     | GBR Grã-Bretanha   |                 | 1                |                   | 1  |
| 7     | RSA África do Sul  |                 |                  | 2                 | 2  |
| 8     | ARG Argentina      |                 |                  | 1                 | 1  |
|       | USA Estados Unidos |                 |                  | 1                 | 1  |
| TOTAL | TOTAL              | 6               | 6                | 6                 | 18 |